# 瓦爾珀斯維爾

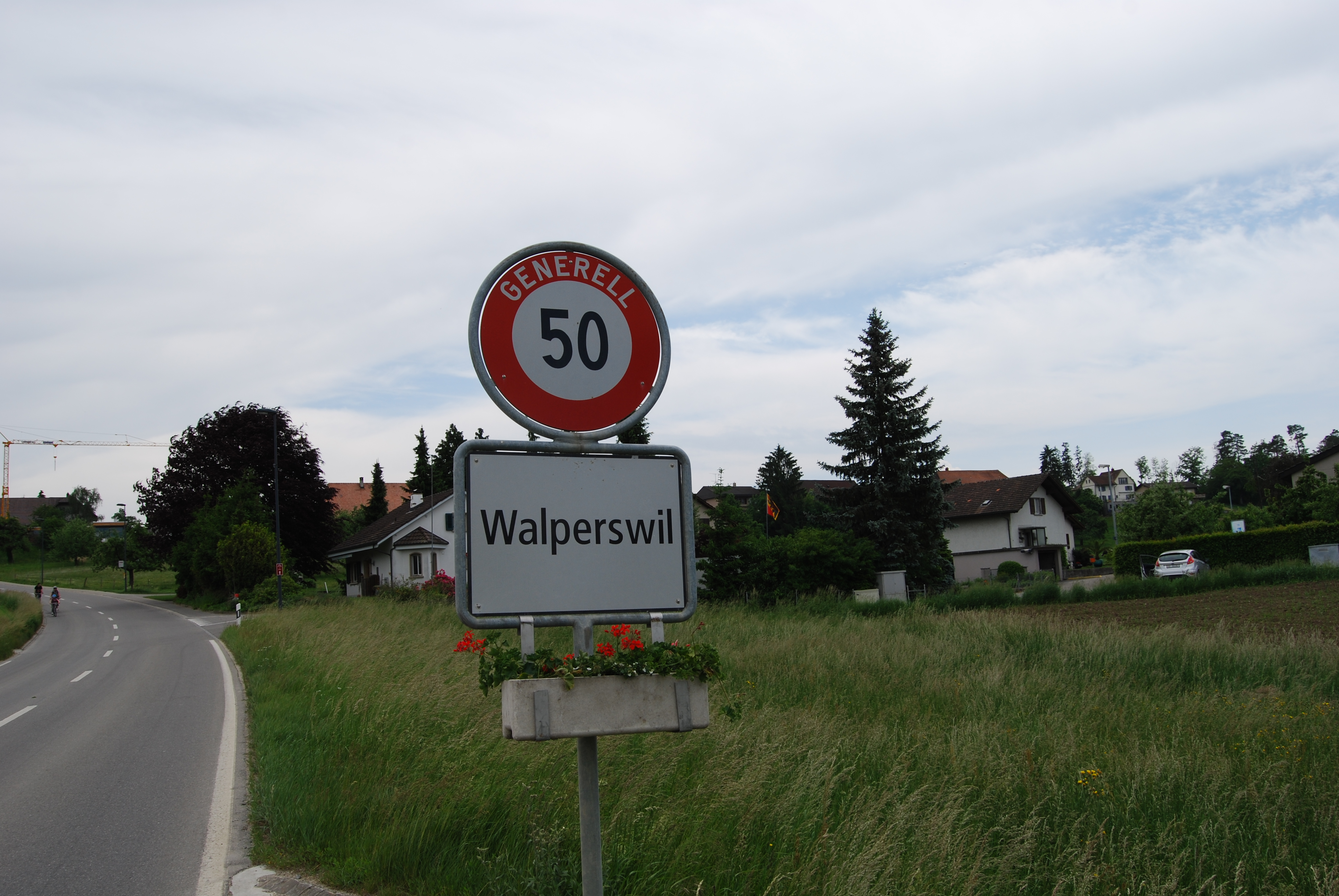

瓦爾珀斯維爾是瑞士的城鎮，位於該國中西部，由伯恩州負責管轄，面積6.96平方公里，七成半土地是農業用地，海拔高度468米，2011年人口923，人口密度每平方公里133人。